# Dienten am Hochkönig
Dienten am Hochkönig este o comună de la poalele muntelui Hochkönig (2.941 m), din landul Salzburg, districtul Zell am See, Austria.